# Secret Machines
Secret Machines es un trío de indie rock-espacial/progresivo formado por Josh Garza y los hermanos Brandon y Benjamin Curtis en Dallas, Texas (ahora residente de Nueva York, Estados Unidos).

## Historia

### Primeros años:Captain Audio
Los miembros de la agrupación estuvieron tocando en varios otros grupos de Dallas antes de formar a los Secret Machines, tales como: UFOFU, Tripping Daisy, Comet, y When Babies Eat Pennies, siendo sin embargo el más notable Captain Audio.
Captain Audio fue un dueto de noise duo formado por Garza y la vocalista/guitarrista Regina Chellew a finales de los 90. Brandon, y ocasionalmente Ben Curtis, se unieron poco tiempo después ya que el dueto se empezó a encaminar hacia un sonido rock más estándar. Después de unos cuantos meses la banda ya contaba con cobertura regular en la prensa local y poco más después de un año grabaron el EP "My Ear's Ringing but my Heart's OK" en el año de 1999. En el año 2000 lanzan el álbum "LUXURY (or whether it is better to be loved than feared)" obteniendo buenas críticas.
Poco después del lanzamiento de LUXURY la banda entró a un descanso extendido que eventualmente significó la ruptura de la misma, cuando los integrantes se fueron a Nueva York dejando a Chellew en Dallas (formando ahí al grupo Chao).

### The Secret Machines
Respecto a la alineación, el grupo sigue siendo esencialmente el mismo con la excepción de Chellew. Seis semanas después de su formación, el grupo viajó a la ciudad de Chicago en donde grabaron su primer EP "September 000"; antes de finalizar su mudanza a la ciudad de Nueva York en los Estados Unidos.
Un par de años después, lanzan Now Here is Nowhere, su primer CD de larga duración en el año 2004.
El 7 de junio de 2005 sale a la venta su segundo EP The Road Leads Where It's Led
Para 2006 tienen listo ya el segundo álbum Ten Silver Drops, del que se desprenden los sencillos "Alone, Jealous & Stoned", "Lighting Blue Eyes" y "All at Once (It's not Important).
Han salido de gira con Foo Fighters, Spiritualized, Oasis, Interpol, y M83 entre otros, como los Kings of Leon en el verano de 2006. También le han abierto conciertos a Muse en Londres y a U2 durante su gira "Vertigo Tour" por México en el 2006. Participaron en las ediciones 2006 de los festivales Lollapalooza en Chicago, Carling Weekend en Reading y Leeds en el Reino Unido, así como el Austin City Limits en Austin.

### Salida de Benjamin
Benjamin Curtis dejó la banda el 3 de marzo de 2007 para enfocarse a su nueva banda School of Seven Bells. La noticia se publicó por Brandon en la pizarra de mensajes de la banda. A esto los miembros restantes comentaron que continuarán trabajando en el tercer álbum del grupo.

## Estilo
Su música podría ser descrita como rock progresivo con algunas influencias de krautrock. Ellos se describen a sí mismos como rock espacial. Muchos han citado también un cierto estilo shoegaze en su música, especialmente en varias de sus canciones del Now Here is Nowhere ya que incluyen sampleos que recuerdan a bandas shoegaze como My Bloody Valentine y Ride. Algunos escuchas logran identificar también sonidos de Procul Harum y por supuesto, U2.
La revista Rolling Stone define: "Toman la psicodelia de Pink Floyd, el stomp de Led Zepellin y coros inspirados en The Who, llenándolos de beats de big-rock, teclados atmosféricos y cualquier tipo de susurros electrónicos".

## Miembros
- Brandon Curtis: voz, bajo, teclados
- Josh Garza: batería
- Phil Karnats: guitarra

### Miembros anteriores
- Benjamin Curtis: guitarra, voz

## Discografía

### Sencillos
- What Used To Be French (2003)
- Nowhere Again (2004)
- Sad And Lonely (2004)
- The Road Leads Where It's Led (2005)
- Alone, Jealous & Stoned (2006)
- Lightning Blue Eyes (2006)
- All At Once (It's Not Important) (2006)
- Quisiera Ser Alcohol (Nos Vamos Juntos: Un Tributo a Caifanes y Jaguares) (2010)

### EP
- September 000 (2002)
- The Road Leads Where It's Led (2005)

### Álbumes
- Now Here Is Nowhere (2004)
- Ten Silver Drops (2006)
- Secret Machines (2008)